# Hecq
Pour les articles homonymes, voir Hecq.
Hecq est une commune française située dans le département du Nord, en région Hauts-de-France.

## Géographie

### Communes limitrophes
|              | Englefontaine |            |
| Poix-du-Nord | Hecq          | Locquignol |
|              | Preux-au-Bois |            |

### Hydrographie

#### Réseau hydrographique
La commune est située dans le bassin Artois-Picardie. Elle est drainée par,.
Le ruisseau Saint-Georges, d'une longueur de 19 km, prend sa source dans la commune de Locquignol et se jette  dans l'Écaillon à Bermerain, après avoir traversé dix communes. 

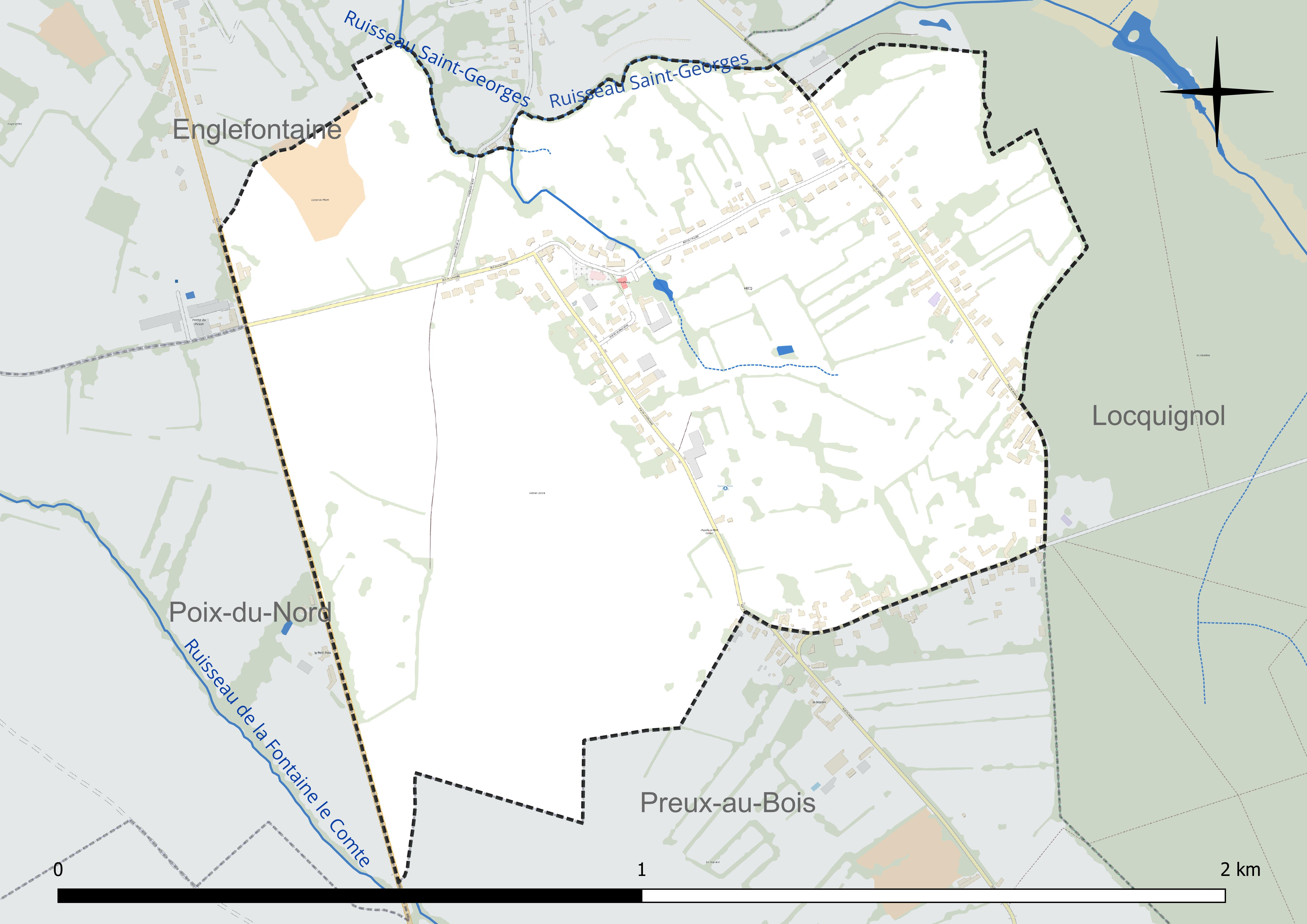
Réseau hydrographique d'Hecq.

#### Gestion et qualité des eaux
Le territoire communal est couvert par le schéma d'aménagement et de gestion des eaux (SAGE) « Escaut ». Ce document de planification concerne un territoire de 2 005 km2 de superficie, délimité par le bassin versant de l'Escaut. Le périmètre a été arrêté le 9 juin 2006 et le SAGE proprement dit a été approuvé le 13 juillet 2021. La structure porteuse de l'élaboration et de la mise en œuvre est le syndicat mixte Escaut et Affluents (SyMEA). 
La qualité des cours d'eau peut être consultée sur un site spécial géré par les agences de l'eau et l'Agence française pour la biodiversité. 

### Climat
Pour des articles plus généraux, voir Climat des Hauts-de-France et Climat du Nord.
En 2010, le climat de la commune est de type climat océanique dégradé des plaines du Centre et du Nord, selon une étude du CNRS s'appuyant sur une série de données couvrant la période 1971-2000. En 2020, Météo-France publie une typologie des climats de la France métropolitaine dans laquelle la commune est exposée à un climat océanique altéré et est dans la région climatique  Nord-est du bassin Parisien, caractérisée par un ensoleillement médiocre, une pluviométrie moyenne régulièrement répartie au cours de l'année et un hiver froid (3 °C). 
Pour la période 1971-2000, la température annuelle moyenne est de 9,8 °C, avec une amplitude thermique annuelle de 15 °C. Le cumul annuel moyen de précipitations est de 836 mm, avec 12,6 jours de précipitations en janvier et 9,5 jours en juillet. Pour la période 1991-2020, la température moyenne annuelle observée sur la station météorologique la plus proche, située sur la commune de Saint-Hilaire-sur-Helpe à 19 km à vol d'oiseau, est de 10,5 °C et le cumul annuel moyen de précipitations est de 802,4 mm,. Pour l'avenir, les paramètres climatiques de la commune estimés pour 2050 selon différents scénarios d'émission de gaz à effet de serre sont consultables sur un site spécial publié par Météo-France en novembre 2022.

## Urbanisme

### Typologie
Au 1er janvier 2024, Hecq est catégorisée bourg rural, selon la nouvelle grille communale de densité à sept niveaux définie par l'Insee en 2022.
Elle appartient à l'unité urbaine de Poix-du-Nord, une agglomération intra-départementale regroupant cinq  communes, dont elle est une commune de la banlieue,,. La commune est en outre hors attraction des villes,.

### Occupation des sols
L'occupation des sols de la commune, telle qu'elle ressort de la base de données européenne d'occupation biophysique des sols Corine Land Cover (CLC), est marquée par l'importance des territoires agricoles (83,5 % en 2018), une proportion identique à celle de 1990 (83,5 %). La répartition détaillée en 2018 est la suivante : 
prairies (50,3 %), terres arables (33,2 %), zones urbanisées (15,6 %), forêts (1 %). L'évolution de l'occupation des sols de la commune et de ses infrastructures peut être observée sur les différentes représentations cartographiques du territoire : la carte de Cassini (XVIIIe siècle), la carte d'état-major (1820-1866) et les cartes ou photos aériennes de l'IGN pour la période actuelle (1950 à aujourd'hui).

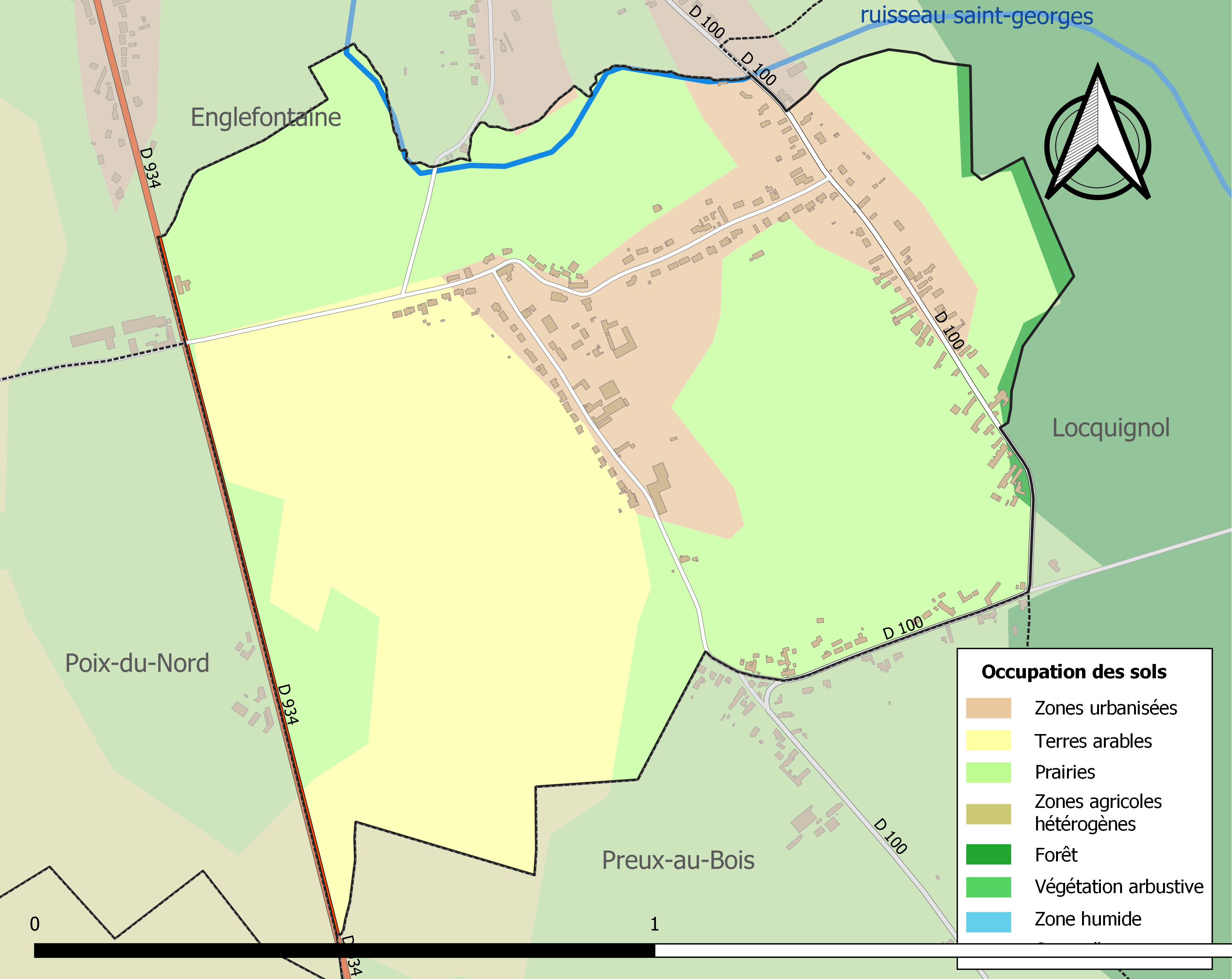
Carte des infrastructures et de l'occupation des sols de la commune en 2018 (CLC).

## Histoire
Hecq est un hameau de défrichage en lisière de forêt de Mormal.

## Héraldique
|  | Les armes de Hecq se blasonnent ainsi : D'azur à trois quintefeuilles d'or. |

## Politique et administration
Maire de 1802 à 1807 : Emmanuel Crapez,.

Maire en 1939 : Hennion.
| Période                                  | Période      | Identité         | Étiquette | Qualité                                             |
| ---------------------------------------- | ------------ | ---------------- | --------- | --------------------------------------------------- |
| Les données manquantes sont à compléter. |              |                  |           |                                                     |
| mars 2001                                | mars 2008    | Louis d'Haussy   |           |                                                     |
| mars 2008                                | avril 2014   | Jean-Luc Neumann |           |                                                     |
| Avril 2014                               | Octobre 2015 | Philippe Coulon  |           | Chef de service à la CPAM du Hainaut Démissionnaire |
| Novembre 2015                            | En cours     | Frédéric Carré   |           | Intérim de Novembre 2015 à Mars 2016                |

## Population et société

### Démographie

#### Évolution démographique
L'évolution du nombre d'habitants est connue à travers les recensements de la population effectués dans la commune depuis 1793. Pour les communes de moins de 10 000 habitants, une enquête de recensement portant sur toute la population est réalisée tous les cinq ans, les populations de référence des années intermédiaires étant quant à elles estimées par interpolation ou extrapolation. Pour la commune, le premier recensement exhaustif entrant dans le cadre du nouveau dispositif a été réalisé en 2007.

En 2022, la commune comptait 352 habitants, en évolution de −1,4 % par rapport à 2016 (Nord : +0,51 %, France hors Mayotte : +2,11 %).
| 1793 | 1800 | 1806 | 1821 | 1831 | 1836 | 1841 | 1846 | 1851 |
| ---- | ---- | ---- | ---- | ---- | ---- | ---- | ---- | ---- |
| 376  | 361  | 447  | 457  | 520  | 532  | 570  | 582  | 567  |

| 1856 | 1861 | 1866 | 1872 | 1876 | 1881 | 1886 | 1891 | 1896 |
| ---- | ---- | ---- | ---- | ---- | ---- | ---- | ---- | ---- |
| 571  | 549  | 549  | 544  | 556  | 528  | 487  | 483  | 467  |

| 1901 | 1906 | 1911 | 1921 | 1926 | 1931 | 1936 | 1946 | 1954 |
| ---- | ---- | ---- | ---- | ---- | ---- | ---- | ---- | ---- |
| 452  | 413  | 408  | 339  | 332  | 315  | 313  | 280  | 256  |

| 1962 | 1968 | 1975 | 1982 | 1990 | 1999 | 2006 | 2007 | 2012 |
| ---- | ---- | ---- | ---- | ---- | ---- | ---- | ---- | ---- |
| 237  | 242  | 228  | 187  | 259  | 270  | 327  | 335  | 355  |

| 2017 | 2022 | - | - | - | - | - | - | - |
| ---- | ---- | - | - | - | - | - | - | - |
| 360  | 352  | - | - | - | - | - | - | - |

#### Pyramide des âges
La population de la commune est relativement jeune.
En 2018, le taux de personnes d'un âge inférieur à 30 ans s'élève à 39,8 %, soit au-dessus de la moyenne départementale (39,5 %). À l'inverse, le taux de personnes d'âge supérieur à 60 ans est de 16,5 % la même année, alors qu'il est de 22,5 % au niveau départemental.
En 2018, la commune comptait 178 hommes pour 178 femmes, soit un taux de 50 % de femmes, légèrement inférieur au taux départemental (51,77 %).
Les pyramides des âges de la commune et du département s'établissent comme suit.
| Hommes | Classe d’âge | Femmes |
| ------ | ------------ | ------ |
| 0,0    | 90 ou +      | 2,3    |
| 1,7    | 75-89 ans    | 4,0    |
| 14,2   | 60-74 ans    | 10,8   |
| 21,8   | 45-59 ans    | 24,0   |
| 20,0   | 30-44 ans    | 21,6   |
| 22,0   | 15-29 ans    | 19,3   |
| 20,2   | 0-14 ans     | 18,1   |

| Hommes | Classe d’âge | Femmes |
| ------ | ------------ | ------ |
| 0,5    | 90 ou +      | 1,4    |
| 5,3    | 75-89 ans    | 8,1    |
| 14,8   | 60-74 ans    | 16,2   |
| 19,1   | 45-59 ans    | 18,4   |
| 19,5   | 30-44 ans    | 18,7   |
| 20,7   | 15-29 ans    | 19,1   |
| 20,2   | 0-14 ans     | 18     |

## Lieux et monuments
- L'église d'Hecq date du XVIIIe siècle, de 1766 plus précisément[16].

## Personnalités liées à la commune
- Émile Joseph Taquet (1873 - 1952), prêtre missionnaire en Corée et collecteur botanique.

## Galerie photos

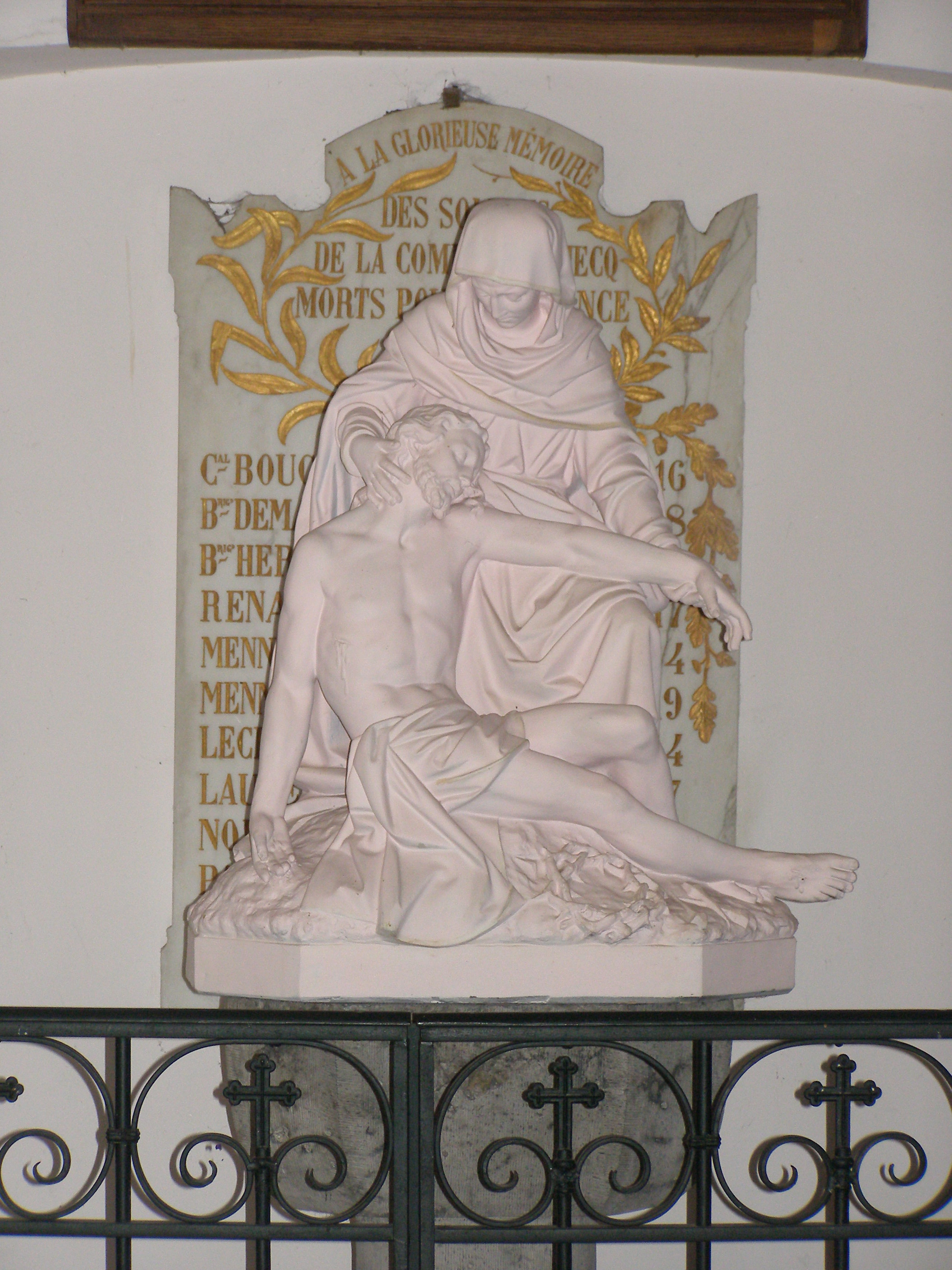
La descente du Christ.
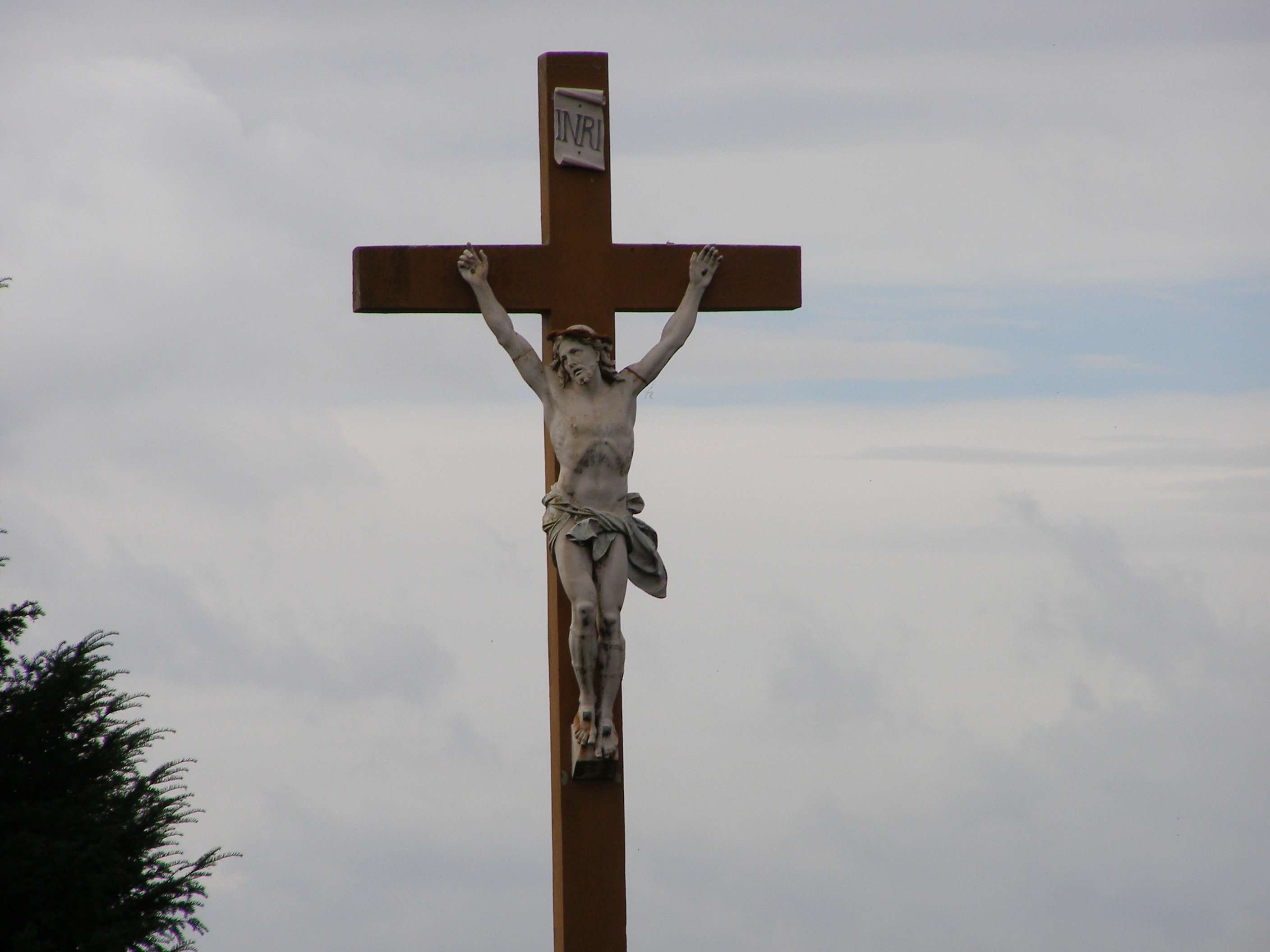
Calvaire à l'entrée du village.
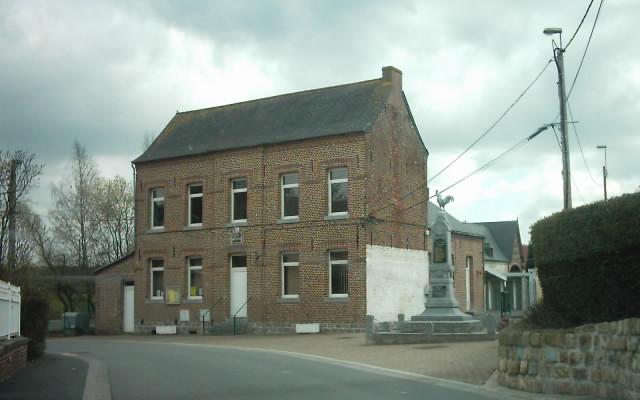
La mairie et le monument aux morts.
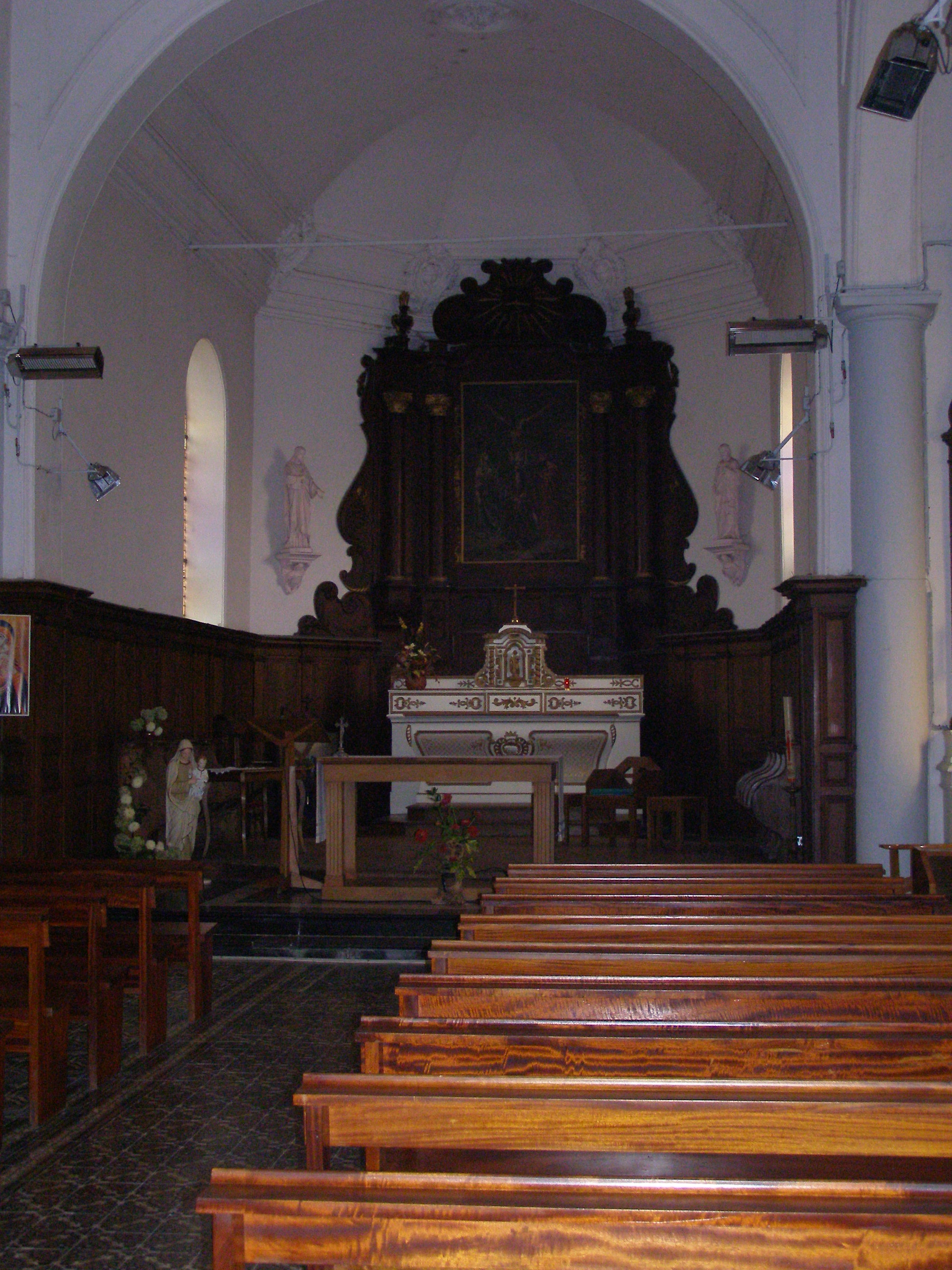
Intérieur de l'église.
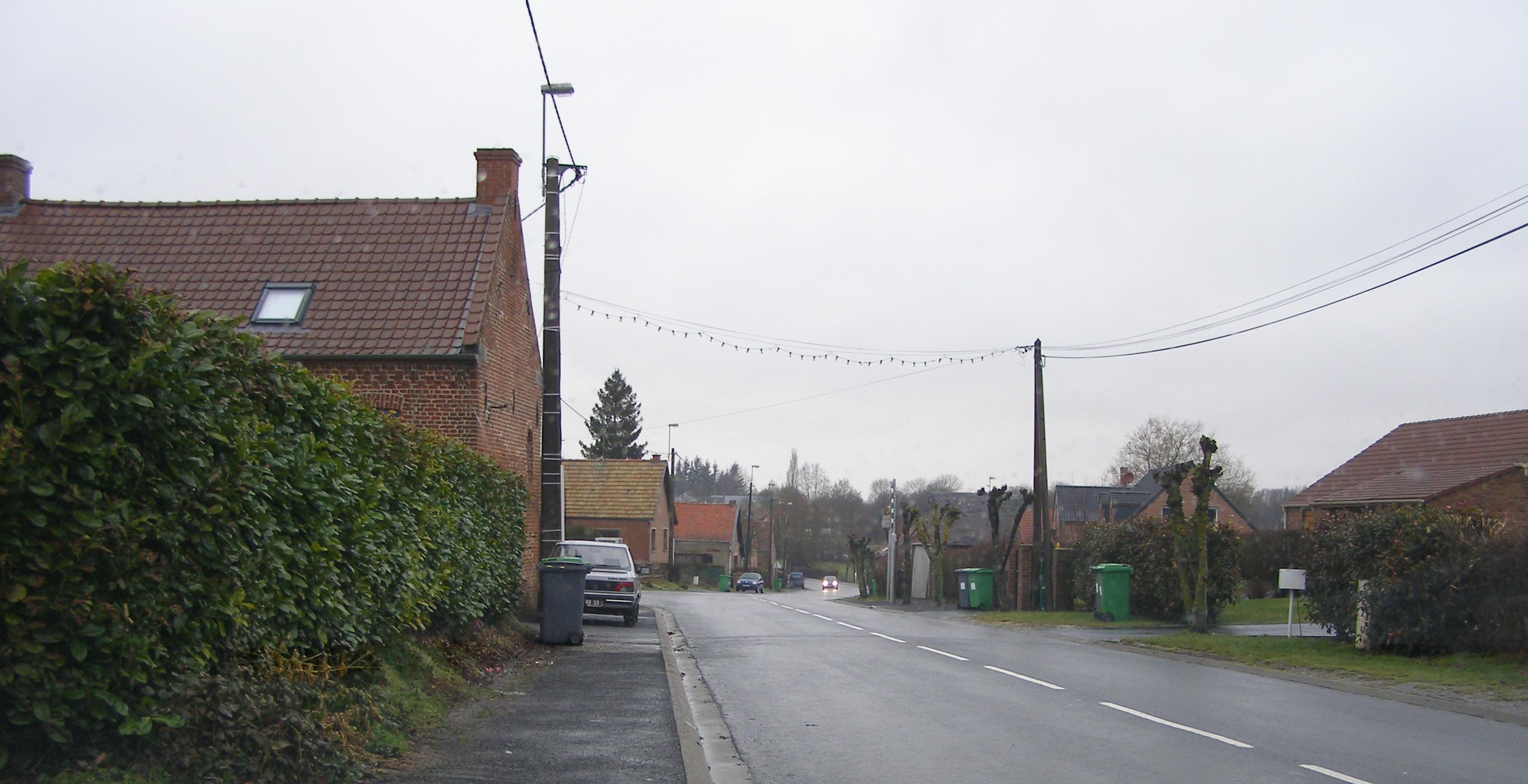
La rue de Mormal.

## Pour approfondir